# بدهی ملی ایالات متحده آمریکا

بدهی فدرال ایالات متحده به عنوان درصدی از جی دی پی از ۱۹۴۰ تا ۲۰۱۲

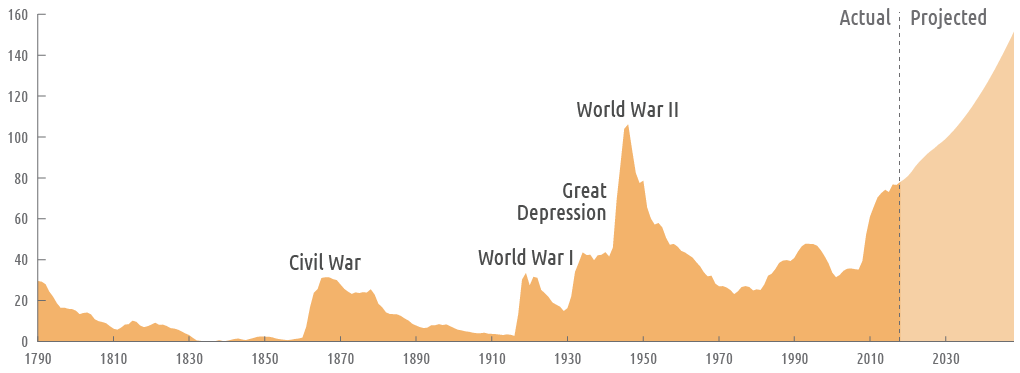
بدهی دولت فدرال ایالات متحده به مردم به عنوان درصدی از تولید ناخالص داخلی، از ۱۷۹۰ تا ۲۰۱۳

بدهی ملی ایالات متحده آمریکا (یا بدهی عمومی یا بدهی دولت) مبلغی است که دولت فدرال ایالات متحده آمریکا بدهکار است. اندازهٔ بدهی عمومی ارزش اوراق بهادار خزانه داری است که توسط وزارت خزانه‌داری ایالات متحده آمریکا و دیگر سازمان‌های دولت فدرال صادر شده‌اند. بدهی ناخالص ملی دو جزء دارد:
- بدهی به عموم، نظیر اوراق بهادار خزانه داری در اختیار سرمایه گذاران بیرون دولت فدرال، نظیر آنهایی که نزد افراد، شرکت‌ها، فدرال رزرو و دولت‌های خارجی، ایالتی و محلی است.
- بدهی به حساب‌های دولتی و بدهی درون دولتی، نظیر اوراق بهادار خزانه داری غیرقابل بازاریابی نگهداری شده در حساب‌های تحت مدیریت دولت فدرال که به مزایا گیران برنامه‌ها بدهی دارند، مانند صندوق تراست تأمین اجتماعی. بدهی در اختیار حساب‌های دولتی نشان دهندهٔ مازادهای تجمعی منجمله درامدهای ناشی از بهره از این حساب هاست که در اوراق بهادار خزانه داری سرمایه‌گذاری شده‌اند.

به طور کلی در نتیجهٔ هزینه کرد دولت فدرال و کاهش دریافت‌های مالیاتی و دیگر، که در طول سال مالی نوسان می‌کنند، بدهی به عموم افزایش می‌یابد. در عمل، اوراق بهادار خزانه داری به طور هرروزه صادر یا از گرو درآورده نمی‌شوند، و ممکن است به عنوان بخشی از عملیات مدیریت مالی اقتصاد کلان دولت فدرال صادر شده یا از گرو دربیایند. مقدار مجموع ناخالصی که خزانه داری می‌تواند قرض کند را سقف بدهی ایالات متحده محدود می‌کند.
در ۳۰ ژوئن ۲۰۱۴، بدهی عمومی به عموم تقریباً $۱۲٫۶ تریلیون یا حدود ۷۴٪ تولید ناخالص داخلی سه‌ماهه اول سال ۲۰۱۴ بود هلدینگ‌های درون دولتی ۵٫۱ تریلیون دلار بود که در مجموعه کل بدهی عمومی را بالغ بر ۱۷٫۶ تریلیون دلار یا ۱۰۳٪ جی دی پی سه‌ماهه اول سال ۲۰۱۴ می‌کرد. $۶٫۰ تریلیون یا حدود ۴۸٪ از بدهی به عموم متعلق به سرمایه گذاران خارجی بود، که بزرگترینشان جمهوری خلق چین وژاپن به ترتیب با حدود $۱٫۳ تریلیون و $۱٫۲ تریلیون بودند.

## بستانکاران ایالات متحده - دارندگان خارجی اوراق بهادار خزانه داری ایالات متحده
این جدول تا سال 2019 ماه مه برابر خرداد ماه 1398 می باشد
| پیشرو دارندگان خارجی اوراق بهادار خزانه داری آمریکا از ماه مه 2019 | پیشرو دارندگان خارجی اوراق بهادار خزانه داری آمریکا از ماه مه 2019 | پیشرو دارندگان خارجی اوراق بهادار خزانه داری آمریکا از ماه مه 2019  | پیشرو دارندگان خارجی اوراق بهادار خزانه داری آمریکا از ماه مه 2019 |
| کشور های بستانکار                                                  | میلیارد دلار                                                       | نسبت بدهی متعلق به ایالات متحده به تولید ناخالص داخلی 2017 (تخمینی) | تغییر درصد به نسبت سال گذشته                                       |
| ------------------------------------------------------------------ | ------------------------------------------------------------------ | ------------------------------------------------------------------- | ------------------------------------------------------------------ |
| چین                                                                | 1,110.2                                                            | 5%                                                                  | − 6%                                                               |
| ژاپن                                                               | 1,101.0                                                            | 23%                                                                 | + 5%                                                               |
| بریتانیا                                                           | 323.1                                                              | 12%                                                                 | +22%                                                               |
| برزیل                                                              | 305.7                                                              | 15%                                                                 | + 2%                                                               |
| جمهوری ایرلند                                                      | 270.7                                                              | 82%                                                                 | −10%                                                               |
| سوئیس                                                              | 231.4                                                              | 34%                                                                 | − 5%                                                               |
| لوکزامبورگ                                                         | 229.6                                                              | 367%                                                                | +10%                                                               |
| جزایر کیمن                                                         | 216.1                                                              | n/a                                                                 | +16%                                                               |
| هنگ کنگ                                                            | 204.0                                                              | 60%                                                                 | + 6%                                                               |
| بلژیک                                                              | 190.5                                                              | 39%                                                                 | +27%                                                               |
| عربستان سعودی                                                      | 179.0                                                              | 26%                                                                 | +10%                                                               |
| تایوان                                                             | 172.0                                                              | 30%                                                                 | + 4%                                                               |
| هند                                                                | 156.9                                                              | 6%                                                                  | + 5%                                                               |
| سنگاپور                                                            | 150.4                                                              | 46%                                                                 | +26%                                                               |
| فرانسه                                                             | 125.1                                                              | 5%                                                                  | +40%                                                               |
| کره جنوبی                                                          | 117.3                                                              | 8%                                                                  | +12%                                                               |
| کانادا                                                             | 100.5                                                              | 6%                                                                  | + 4%                                                               |
| نروژ                                                               | 99.3                                                               | 25%                                                                 | +100%                                                              |
| سایر ملل                                                           | 1,256.3                                                            | n/a                                                                 | + 5%                                                               |
| جمع کل                                                             | 6,539.1                                                            | n/a                                                                 | + 5%                                                               |